# Star Trek: The Next Generation - Echoes from the Past
Star Trek: The Next Generation - Echoes from the Past est un jeu vidéo de rôle développé par Spectrum HoloByte, sorti en 1994 sur Mega Drive et Super Nintendo. La version Super Nintendo s'intitule Star Trek: The Next Generation - Future's Past.
Il est basé sur la série télévisée Star Trek : La Nouvelle Génération.

## Accueil
- Consoles + : 78 % (SNES)[1]